# Goethe-Jahr (1999)

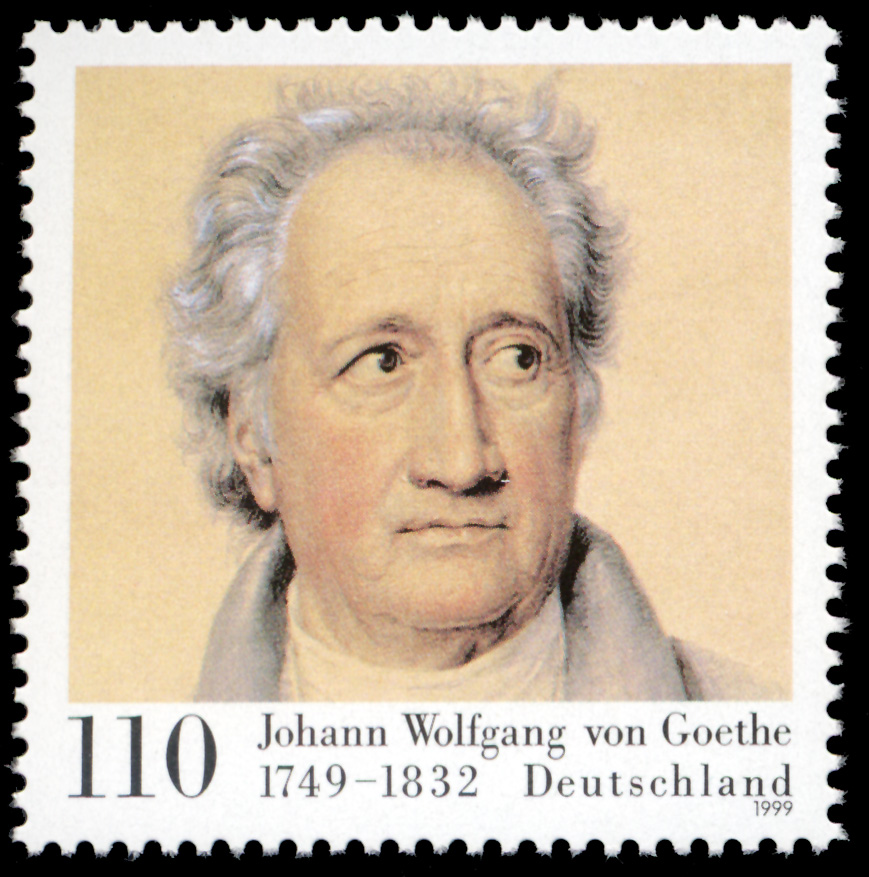
Briefmarke zum 250sten Geburtstag Goethes

Das Goethe-Jahr 1999 ehrte das 250. Geburtsjahr des Dichters Johann Wolfgang von Goethe. Insbesondere in Frankfurt am Main und Weimar.
Waren die Goethe-Feiern von 1949 im Zeichen einer sich abzeichnenden und die von 1982 einer zementierten Spaltung in West- und Ostdeutschland, so stand die von 1999 im Zeichen eines wieder vereinten Deutschlands. In Frankfurt hielt am 14. April 1999 der damalige Bundespräsident Roman Herzog eine Rede, worin das auch reflektiert wurde.
In Weimar war dieses Jahr zugleich das Jahr, als die Stadt „Kulturhauptstadt Europas“ war. Zahlreiche Stellen in der Stadt wurden saniert und modernisiert. Insgesamt 11 Gebäude der Stadt wurden am 3. September 1999 feierlich in die Liste des Weltkultur- und Weltnaturerbes aufgenommen. Das Goethe-Jahr 1999 schlug alle Rekorde. Zahlreiche Publikationen und Goethe-Ausgaben erschienen. Das Goethe-Jahrbuch erschien auch 1999. In Weimar sind auch Platzgestaltungen wie die am August-Baudert-Platz oder den UNESCO-Platz sind hierbei zu erwähnen. Letztlich ging es darum zu den Werten und zur Denkweise der Klassik zurückzukehren. Die eigentliche Goethe-Feier fand am 28. August 1999 statt. Im Park an der Ilm im Winkel zu 90 Grad zu Goethes Gartenhaus wurde 1999 ein gleiches Gartenhaus errichtet, welches 2002 in Bad Sulza wieder eröffnet wurde. zu den zahlreichen Installationen im Kulturstadtjahr 1999 in Weimar zählt auch der Theaterkubus im Ilmpark, der zum Weimarer Kunstfest in Betrieb genommen wurde. Bereits 1998 wurden im Rahmen der bevorstehenden Ernennung Weimars zur Kulturhauptstadt Europas 1999 für die Rekonstruktion des Bodebrunnen in Weimar bereitgestellt, der dann 1999 enthüllt wurde. Es wurde zudem das Schillerkaufhaus eingeweiht.
Vom 14. bis 18. Juli 1999 fand ein Kongress literarischer Gesellschaften auf Schloss Friedenstein in Gotha statt unter dem Titel: „Die europäische Literatur und Goethe - Goethe und die europäische Literatur“.
Die Deutsche Bundesbank brachte zu diesem Anlass eine Gedenkmünze heraus. Ausgabedatum der 10 DM-Münze in Silber war der 12. August 1999. Auch die Bundespost brachte zu diesem Anlass eine Briefmarke heraus. Nicht nur angenehme Themen, sondern auch solche wie Rebecca Horn - "Konzert für Buchenwald" im einstigen E-Werk, wurden in diesem Rahmen realisiert. 
In Weimar sind nicht alle angedachten Projekte zur Ausführung gelangt wie Rollplatz am zu sehen ist. Die in Zusammenarbeit mit dem französischen Bildhauer Daniel Buren geplante künstlerische Gestaltung des zentralen Rollplatzes im Rahmen des Kulturstadtjahres 1999 scheiterte am Protest der Bevölkerung.